# Млинарич, Марко
Марко Млинарич (хорв. Marko Mlinarić; род. 1 сентября 1960, Загреб) — югославский и хорватский футболист, полузащитник.

## Клубная карьера
Профессиональную карьеру начал в 1978 году в загребском «Динамо», с которым успел выиграть национальные чемпионат и Кубок. С 1987 по 1991 года играл во Франции, выступая за клубы «Осер» и «Канн». В 1991 году вернулся в Хорватию, присоединившись к «Сегесте». Карьеру футболиста завершил в 1996 году в составе загребского «Динамо»

## Карьера за сборную
Млинарич дебютировал за национальную сборную Югославии в апреле 1983 года в товарищеском матче против сборной Франции, заменив на 46-й минуте Мехмеда Баждаревича. Всего за югославскую сборную он сыграл 17 матчей и забил 1 гол. По словам Млинарича, он отказался от участия на чемпионате Европы 1984 года, потому что решил пройти военную службу в том году. Последний раз в футболке югославской сборной появится в сентябре 1988 года в товарищеском матче против Испании. Он также сыграл одну неофициальную игру за Хорватию, товарищеский матч против США в октябре 1990 года, но Хорватия всё еще была частью Югославии в то время.

## Достижения
«Динамо» (Загреб)
- Чемпион Югославии: 1981/82
- Обладатель Кубка Югославии: 1979/80, 1982/83
- Чемпион Хорватии: 1995/96
- Обладатель Кубка Хорватии: 1995/96

Индивидуальные
- Футболист года в Югославии: 1987